# Россини, Джоаккино
Джоа(к)ки́но Анто́нио Росси́ни (итал. Gioa(c)chino Antonio Rossini; 29 февраля 1792[…], Пезаро, Папская область — 13 ноября 1868[…], Пасси, Вторая французская империя) — итальянский композитор, который наиболее известен своими  39-ю операми.
К числу общепризнанных шедевров эпохи бельканто принадлежат его итальянские оперы-буффа «Севильский цирюльник» (1816) и «Золушка» (1817). Дальнейшую эволюцию демонстрируют последняя в истории опера-сериа «Семирамида» (1823) и франкоязычная большая опера «Вильгельм Телль» (1829). 
«Божественный маэстро» — так назвал его Генрих Гейне, видевший в Россини «солнце Италии, расточающее свои звонкие лучи всему миру». «Европы баловень, Орфей» — так называет его в «Евгении Онегине» Пушкин. Склонность к вдохновенным, песенным мелодиям — одна из ведущих черт творчества Россини, благодаря которой его прозвали «итальянским Моцартом». Однажды он сказал: «Дайте мне счёт из прачечной, и я положу его на музыку».
Вдохнув в итальянскую оперу новое дыхание, Россини стоял в центре итальянской оперной жизни 1820-х годов, пока в 37 лет не потерял интерес к опере. Он прожил ещё почти сорок лет, держал в Париже популярный музыкальный салон. Во второй половине жизни сосредоточился на духовной и камерной музыке. 

## Биография
Джоаккино Антонио Россини родился 29 февраля 1792 года в семье музыкантов в городе Пезаро, в регионе Марке (на адриатическом побережье Италии), находившемся тогда под властью Рима. Он был единственным сыном Джузеппе Антонио Россини (1758—1839) и Анны Гвидарини (1771—1827). Его отец служил городским трубачом, играл на трубе и валторне в оркестре. Мать Анна обладала выразительным от природы сопрано. Она не получила специального музыкального образования, но достаточно хорошо разучивала роли на слух, что дало ей возможность работать в провинциальных театрах. Её дебют состоялся в городском театре Болоньи, когда Джузеппе Россини играл в его оркестре.
Детство Джоаккино Россини было омрачено в равной мере последствиями Французской революции и лишениями, связанными с бедностью его родителей. Отец Россини был участником революции и приветствовал войска Наполеона, когда они прибыли в Северную Италию. Джузеппе Россини возглавлял оркестр на церемониях «Дерево свободы». Когда войска Суворова восстановили старый режим, отец Россини был отправлен в тюрьму в 1799 году, где оставался до июня 1800. Анна Россини уехала с сыном в Болонью, чтобы Джоаккино мог зарабатывать на жизнь как солист в различных театрах региона Романья. Джузеппе Россини после освобождения приехал к семье в Болонью.
Когда Джузеппе и Анна Россини уезжали на гастроли, их маленький сын оставался на попечении бабушки со стороны матери, Лючии Гвидарини. В Болонье он посещал местную школу. Россини традиционно изображают ленивым, озорным и непослушным мальчиком, его не раз наказывали, отсылая к кузнецу работать на кузнечных мехах.
Первоначально родители предопределили Джоаккино карьеру певца, так как он обладал красивым сильным голосом, но, встревоженные предстоящими трудностями и всей возрастающей возбудимостью мальчика, они познакомили его с падре Станислао Маттеи с целью обучить его композиции. Маттеи поручил преподать первоначальные знания маэстро Анджело Тезеи из Болоньи, а позже принял его в собственную школу контрапункта и композиции, где тот показал себя блестящим учеником.
В 1802 году родители Россини переехали в Луго. Джоаккино познакомился там с новым музыкальным наставником Джузеппе Малерби, каноником, принадлежавшим к одному из самых богатых и знатных семейств города. Малерби давал мальчику уроки пения (Россини со временем стал превосходным певцом-любителем, обладателем баритонального тенора). У Малерби Россини также практиковался в игре на клавесине и просматривал партитуры, в том числе Гайдна и Моцарта.
В Луго состоялся оперный дебют юного Джоаккино. Он со своим высоким дискантом заменил заболевшего комического баса Петронио Маркези в опере Валентино Фьораванти «Близнецы», таким образом осуществив своё первое, но не последнее выступление в качестве актёра на вторых ролях.
Вероятно, к 1804 году относятся первые композиторские опыты Россини. Шесть сонат для квартета были найдены в библиотеке Конгресса. Эти партитуры, которые чаще можно встретить в переложении для струнного оркестра, выявляют сходство молодого композитора с Гайдном и Моцартом, и, кроме того, в сонатах уже проявляются признаки оперных тенденций, акцентируются частые ритмические смены и преобладают ясные, песенные мелодии.
В 1805 году семья Россини вновь обосновалась в Болонье. В этом процветающем центре итальянской музыкальной жизни Джоаккино брал уроки в местном музыкальном лицее у падре Анджело Тезеи. В апреле 1806 года Россини поступил в Музыкальный лицей, возглавляемый падре Станислао Маттеи. Россини занимался в лицее четыре года, он брал уроки пения и сольфеджио у Лоренцо Джибелли, игры на виолончели у Винченцо Каведаньи и фортепиано у Каллисто Дзанотти. Впервые посетил курс контрапункта 20 мая 1806 года и основательно занялся им под руководством Маттеи в 1809—1810 годах.
Большее значение для будущего Россини имела дружба с тенором Доменико Момбелли (1755—1835) и его второй женой Винченцей. Россини стал близким другом семьи Момбелли. Ещё до поступления в лицей он написал для них большинство музыкальных номеров, которые, к его немалому изумлению, позже превратились в небольшую оперу-сериа.
Винченца Момбелли написала либретто под названием «Деметрий и Полибий», которое передавали Россини по частям. Композитор быстро написал несколько фрагментов, но неизвестно, завершил ли эту работу целиком. Опера не ставилась до 1812 года и, следовательно, не может рассматриваться как его первая оперная постановка: ей предшествовали пять других опер.
В 1808 году, в ответ на просьбу контрабасиста из Равенны Агостино Триосси, для которого он создал шесть сонат для квартета, Россини сочинил целую мессу, включившую в себя части студенческой мессы, написанной ранее. Эта месса оркестрована для мужских голосов и хора под аккомпанемент оркестра и органа. Она была исполнена в Равенне во время ежегодной ярмарки.

### Ранний период творчества (1810—1815)

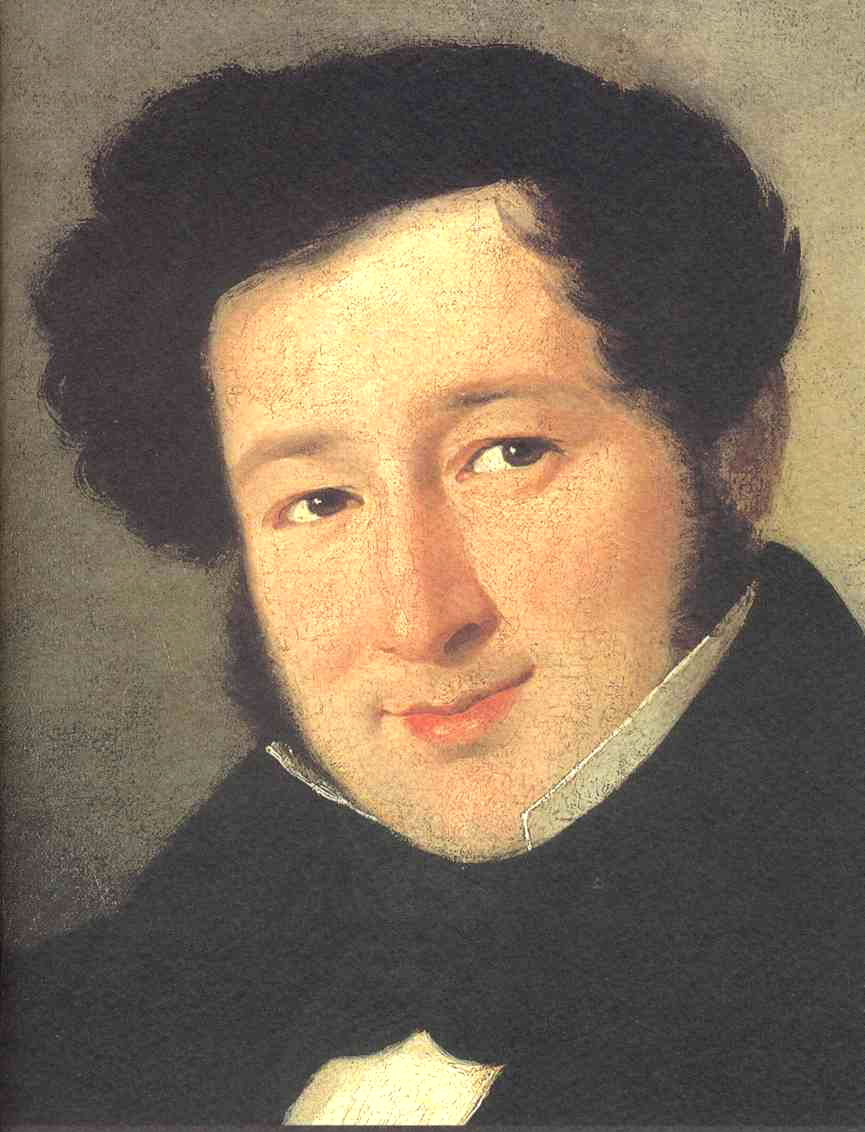
Россини в 1815 году

Двое музыкантов, друзей Джузеппе и Анны Россини, определили судьбу и направление творческой деятельности Джоаккино на ближайшие девятнадцать лет. Это были Джованни Моранди (1777—1856) и его жена Роза (1782—1824), когда-то выступавшие вместе с семьёй Россини в провинциальных оперных театрах. Моранди был талантливым хормейстером и композитором духовной музыки и опер, в основном коротких фарсов. Роза Моролли-Моранди обладала хорошим меццо-сопрано.
В августе 1810 года Моранди заехали в Болонью по пути в Венецию, куда направлялись, чтобы вступить в труппу певцов, которую собирал маркиз Кавалли для выступлений в театре палаццо Джустиниан — «Сан-Моизе». Анна Россини поведала им о страстном желании сына написать ещё одну оперу («Деметрий и Полибий», начатая им четыре года назад для Момбелли, по-прежнему принадлежала последнему и ещё не была поставлена). Моранди пообещали попытаться чем-нибудь помочь Джоаккино в Венеции.
Театр «Сан-Моизе» специализировался тогда на одноактных операх-буффа, называвшихся фарсами. Сезон маркиза Кавалли должен был состоять из уже существующих опер и четырёх новых, написанных специально для него. Моранди написал Джоаккино и спросил, не захочет ли тот приехать в Венецию и попытаться написать необходимый фарс. Ответом Россини стал немедленный приезд в Венецию. Там ему вручили либретто под названием «Брачный вексель», которое Гаэтано Росси переработал либо из пятиактной комедии Камилло Федеричи «Брак по векселю», либо из ранних либретто, написанных на его основе. Россини за несколько дней положил на музыку текст Росси, и, когда партитура была готова, Кавалли её исполнил. Так осуществил свой дебют один из создателей самых ярких, самых оригинальных комических опер.
Теперь Россини вернулся в Болонью в надежде, что другой импресарио тоже предоставит сцену его следующей опере, ведь публика тех лет, когда Россини создавал свои оперы, была жадной до новинок.
У Россини с первых шагов его композиторской деятельности проявилось качество, ставшее характерным для всего его творческого пути: быстрота и лёгкость сочинения музыки.
В 1811 году импресарио, планировавший оперный сезон в болонском театре «Дель Корсо», принял Россини на работу в качестве аккомпаниатора и композитора. Вскоре поступил заказ на новую оперу, двухактное либретто которой написал Гаэтано Гаспарри. Опера называлась «Экстравагантное недоразумение», премьера её состоялась в «Корсо» 26 октября 1811 года при участии всех лучших певцов маленькой труппы.
Покинув Болонью в декабре 1811 года, он вскоре был в Венеции за работой над либретто, написанным Джузеппе Марией Фоппой к опере «Счастливый обман». Создавая эту оперу, он впервые работал над сюжетом, ранее использованным Паизиелло. Опера сразу же завоевала публику и шла весь сезон.
Примерно через два месяца после вселяющей надежды премьеры в Венеции Россини, при своем беспорядочном образе жизни, сумел создать оперу-сериа (первую, если не считать «Деметрия и Полибия») в двух актах. Это опера «Кир в Вавилоне, или Падение Валтасара» была намеренно неверно названа «духовной ораторией» или «драмой с хором», с тем, чтобы её можно было поставить во время поста. Либретто для неё написал феррарский любитель граф Франческо Авенти, премьера состоялась в феррарском театре «Комунале» в марте 1812 года.

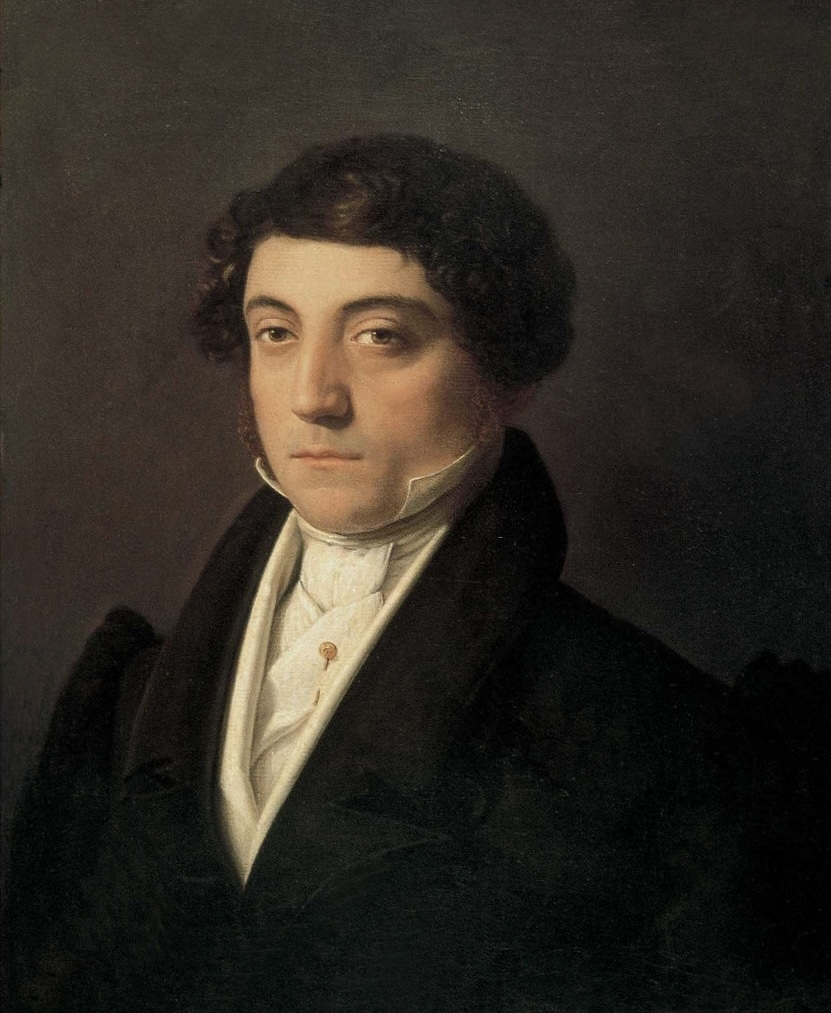
Россини на портрете кисти Камуччини (1815)

Вернувшись в Болонью, Россини получил первый заказ написать оперу для главного миланского театра «Ла Скала». Предназначенное ему либретто называлось «Пробный камень» и принадлежало Луиджи Романелли, римлянину, работавшему либреттистом в «Ла Скала» с 1799 года. Свободно заимствуя некоторые темы из опер «Деметрий и Полибий» и «Экстравагантное недоразумение», он сочинил и скомпоновал блестящую партитуру. Когда 26 сентября 1812 года впервые исполнили «Пробный камень», он также сразу имел большой успех, а сама постановка выдержала пятьдесят представлений. Такое признание композитора в «Ла Скала» превратило двадцатилетнего Россини в знаменитость. С этого времени он стал ведущим молодым композитором Италии.
Следующий год (1813) стал переломным в оперном творчестве композитора, два поставленные в этом году сочинения — «Итальянка в Алжире» (опера-buffa) и «Танкред» (героическая опера) — определили основные пути его дальнейшего творчества. Успех произведений был вызван не только превосходной музыкой, но и содержанием либретто, проникнутым патриотическими настроениями, созвучными национально-освободительному движению за воссоединение Италии. Общественный резонанс, вызванный операми Россини, создание по просьбе патриотов Болоньи «Гимна независимости», а также участие в демонстрациях борцов за свободу Италии, — все это привело к длительному негласному полицейскому надзору, который был установлен за композитором. Он же отнюдь не считал себя политически настроенным человеком и в одном из писем писал: «Я никогда не вмешивался в политику. Я был музыкантом, и мне никогда не приходило в голову стать кем-либо другим, даже если я испытывал живейшее участие к тому, что происходило в мире, и особенно к судьбе своей родины».
В 1815 году Россини вернулся домой в Болонью, где Доменико Барбайя, владевший несколькими театрами Неаполя, заключил с ним договор, который сделал 23-летнего композитора музыкальным директором двух важнейших театров этого города — «Сан-Карло» и «Дель Фондо». Барбайя сыграл чрезвычайно большую роль в карьере Россини, по сути выступив заказчиком десяти его опер.

### Неаполитанский период (1815—1822)
Россини приехал в Неаполь в конце мая 1815 года. Прежде чем приступить к сочинению оперы, предназначавшейся для открытия осеннего сезона, он тщательно изучил артистический состав труппы и оркестр. Среди первоклассных певцов, собранных в труппе Барбайя, выделялись два тенора — Андреа Нодзари и Мануэль Гарсиа, а также певица Изабелла Кольбран, ставшая в 1821 году женой Россини. Ей была поручена главная партия в новой опере композитора.
Состоявшаяся в «Сан-Карло» 4 октября 1815 года премьера оперы «Елизавета, королева Англии» важна для эволюции итальянской оперы. Это опера-сериа на весьма произвольно трактованный исторический сюжет. Значительным новшеством было введение Россини сопровождения всех речитативов струнными инструментами, вместо речитативов secco. Благодаря этому нововведению в опере-сериа возникли условия для сквозного музыкального развития. Пожалуй, ещё более смелым новшеством явилось то, что Россини выписал в партитуре вокальные партии со всеми виртуозными пассажами и украшениями, прежде произвольно импровизируемыми, потребовав от певца точного исполнения авторского текста. Это означало подлинную реформу итальянского оперного пения. Неаполитанская публика приняла «Елизавету» с восторгом.
«Севильский цирюльник» (1816)

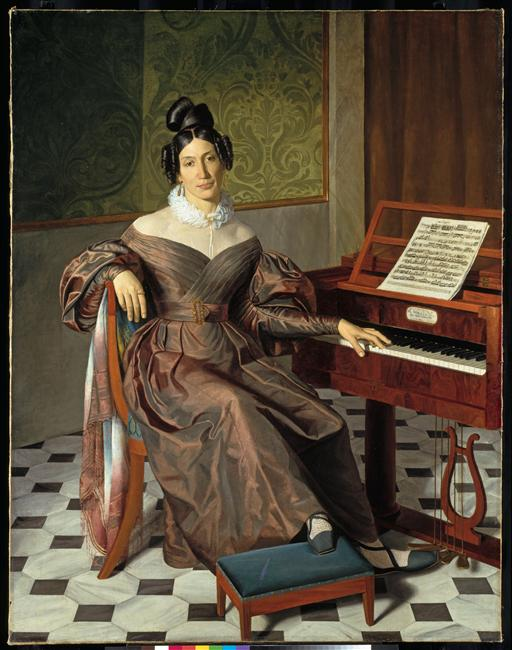
Изабелла Кольбран была на 7 лет старше супруга

По желанию Россини в качестве литературного первоисточника следующей оперы была избрана комедия Бомарше «Севильский цирюльник». В данном случае это было смелой затеей, так как на данный сюжет уже существовала опера, сочинённая ещё в 1782 году, — «Севильский цирюльник» Джованни Паизиелло, причём она почиталась жемчужиной итальянского комедийного репертуара.
Двухактная опера «Альмавива, или Тщетная предосторожность», вошедшая в золотой фонд мирового оперного искусства, была создана Россини за 20 дней. Её премьера состоялась 20 февраля 1816 года в театре Арджентина в Риме и увенчалась громким провалом. Тем не менее, вскоре после второго спектакля, опера затмила своей славой произведение Паизиелло, и за ней закрепилось то же название — «Севильский цирюльник».
С 1816 года началось проникновение опер Россини за пределы Италии. К нему пришла всеевропейская слава. В 1817 году «Севильский цирюльник» зазвучал в Барселоне, а в 1818-м — в Лондоне, в 1819 году завоевал Париж, Вену и другие европейские города. В 1822 году ему уже рукоплескали в Петербурге, а в 1826 — в Нью-Йорке. В мае 1819 года лорд Байрон писал Хобхаусу из Венеции: 
Недавно в Сан-Бенедетто давали чудную оперу Россини, который собственной персоной играл на клавесине — чернь следовала за ним повсюду, короновала его, состригали его волосы «на память», читали сочинённые в его честь стихи, — словом, его чествовали и возвеличивали больше, чем императора. Это показывает моральное состояние страны: представь себе, что люди сходят с ума из-за скрипача (ну или из-за вдохновителя скрипок).
Новые замыслы
Достигнув в «Севильском цирюльнике» вершины итальянской оперы-буффа, Россини отныне сосредоточивает свои творческие интересы преимущественно на серьёзной опере, стремясь расширить и углубить то, что было найдено им в «Танкреде» и, частично, в «Елизавете». Когда же он всё-таки обращается к комическому жанру, то ищет его драматургического обновления.
Сочинённая в 1817 году опера «Сорока-воровка» вовсе выходит за пределы комедийного жанра, становясь образцом музыкально-бытовой драмы. С этого времени Россини начал уделять больше внимания операм героико-драматического содержания.
Ещё осенью 1816 года Россини приступил к сочинению оперы «Отелло». Впервые в оперную либреттистику вошёл сюжет великой трагедии Шекспира. Премьера оперы прошла 4 декабря 1816 года в неаполитанском театре «Дель Фондо». Роль Отелло исполнял великолепный тенор Нодзари, роль Дездемоны — несравненная Кольбран. «Отелло» стал новым этапом в эволюции россиниевского речитатива. В этой опере весь оркестр участвует в речитативных сценах, придавая им широту, размах и выразительность.
Следующей важной вехой на пути преобразования итальянской оперы-сериа явился «Моисей в Египте». В опере преобладают большие, широко развернутые ансамблево-хоровые сцены, придающие всему произведению характер ораториальности. Опера «Моисей в Египте», одно из наиболее значительных творений Россини, была сочинена, разучена и поставлена за полтора месяца. Её премьера состоялась 5 марта 1818 года в Неаполе в театре «Сан Карло» и сопровождалась большим успехом.
Карьера Россини в Неаполе завершилась операми-сериа «Магомет II» (1820) и «Зельмира» (1822). Его последней оперой, созданной в Италии, и последней опера-сериа вообще стала «Семирамида» (1823, Венеция). Россини стал первым непререкаемым королём итальянской оперы: до и после него композиторы соперничали друг с другом за первенство, он же воспринимался как на голову превосходящий всех соперников. После него в XIX веке такого положения достиг только Джузеппе Верди.

### Вена
После первой итальянской революции (1820-21) и её жестокого подавления австрийскими войсками Россини со своим предпочитаемым тенором Давидом и всей неаполитанской оперной труппой уезжает на гастроли в Вену (куда его пригласил Барбайя — старый друг, ставший теперь директором двух главных венских театров). Композитор привез в Вену свою последнюю работу — оперу «Зельмира». Некоторые венские музыканты во главе с Вебером порицали Россини как «коммерсанта от музыки», чей успех эфемерен, но другие, и среди них Ф. Шуберт, давали благоприятные оценки.

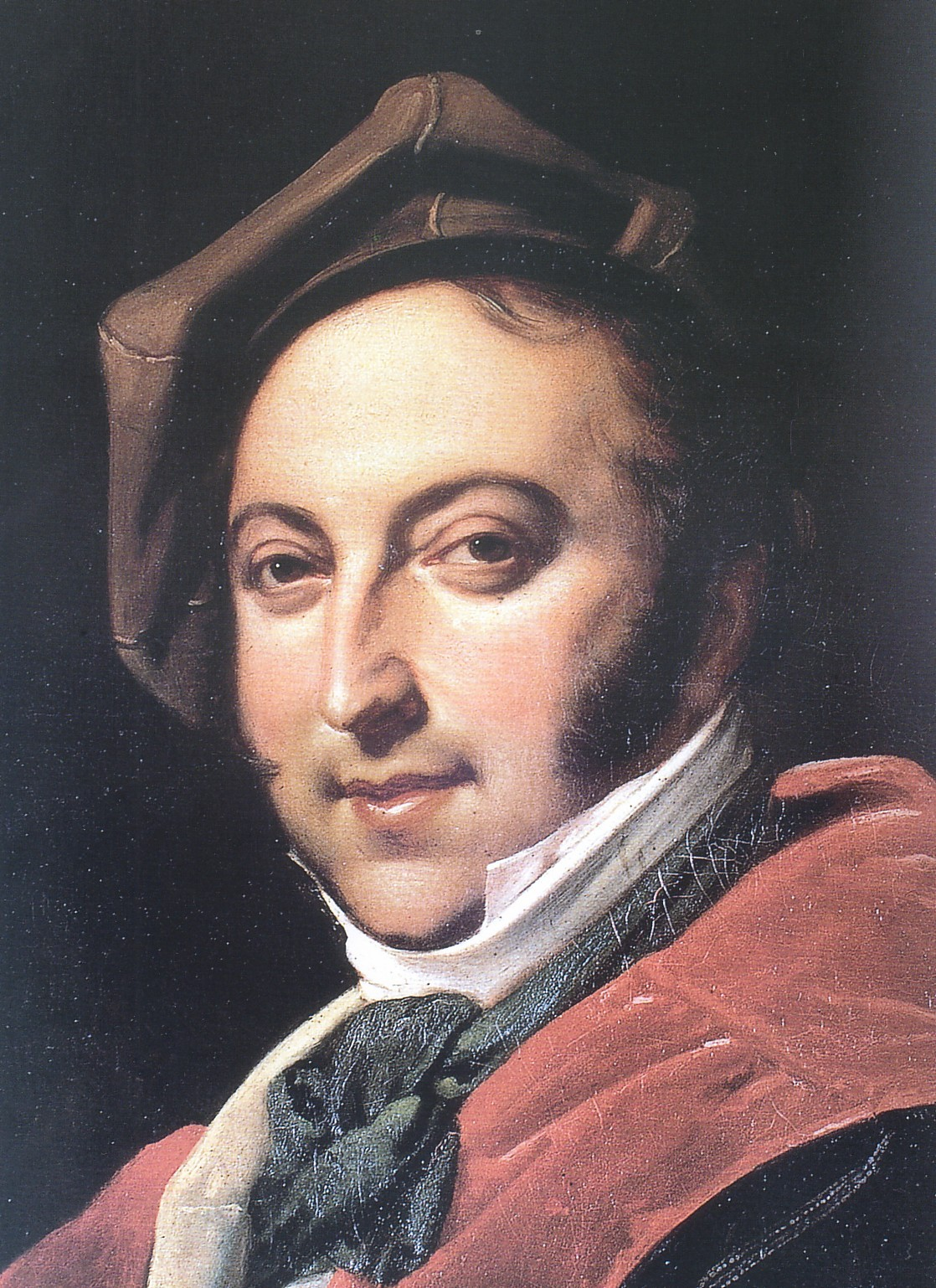
Джоаккино Россини в 1820 году

Одним из наиболее памятных для Россини событий, имевших место во время пребывания в Вене, было посещение Бетховена. Несмотря на полную глухоту, Бетховен внимательно следил за всеми музыкальными новинками, знакомясь с ними по нотам. О Россини у него уже было сложившееся мнение как о талантливом человеке. Россини, в свою очередь, знал музыку Бетховена и проявлял к ней горячий интерес. Бетховен отметил: «Ах, Россини. Так Вы композитор „Севильского цирюльника“? Я поздравляю вас. Эта опера будет исполняться, пока итальянская опера существует. Ни в коем случае не пытайтесь писать что-нибудь ещё, кроме оперы-буффа, любой другой стиль будет делать насилие над Вашей природой».
В конце июля 1822 года Россини покинул столицу Австрии, где провёл четыре месяца. Всё это время он был в центре общественного внимания, венская аристократия устраивала в его честь торжественные празднества, а в театре и на улице его сопровождали овации.

### Гастроли в Париже и Лондоне
По возвращении из Вены в Болонью Россини и Изабелла Кольбран получили официальное приглашение от лондонского Королевского театра. Путь в Англию лежал через Париж. Выехав из Болоньи 20 октября 1823 года, семья Россини 9 ноября прибыла в столицу Франции.
Первая россиниевская опера появилась на парижской сцене в 1817 году. Это была «Итальянка в Алжире». Почти каждый следующий год приносил парижские премьеры и других творений композитора. Весь музыкальный Париж раскололся на два лагеря: на пламенных почитателей и поклонников Россини и на его яростных врагов. Но появление композитора в Париже на некоторое время притупило остроту полемики.
По истечении месяца, 7 декабря, Россини и Кольбран покинули столицу Франции и через неделю их торжественно встречали в Лондоне. В начале XIX века уровень английской музыкальной культуры был сравнительно низким, однако влечение людей к музыке было огромным. Приезд Россини был воспринят в Лондоне как выдающееся явление. С ошеломляющим успехом он дирижировал исполнением «Зельмиры», «Танкреда», «Отелло», «Семирамиды», «Девы озера», «Севильского цирюльника», «Турка в Италии» и других своих опер. Много выступал в качестве дирижёра, певца и аккомпаниатора в открытых и закрытых концертах. Последние происходили в аристократических и богатых домах Лондона, а также в королевском дворце в присутствии короля Георга IV, ставшего горячим поклонником Россини.
За семь месяцев пребывания в Англии Россини только однажды взялся за перо, чтобы почтить память Байрона, умершего в апреле 1824 года, кантатой «Жалоба муз на смерть лорда Байрона» (хотя сам Байрон оставил о композиторе довольно колкие замечания). Написанная для тенора соло, женского и мужского хоров и оркестра, кантата была успешно исполнена при участии самого композитора (Россини пел партию тенора).
26 июля 1824 года Россини покинул Британские острова.

### Покорение парижской сцены

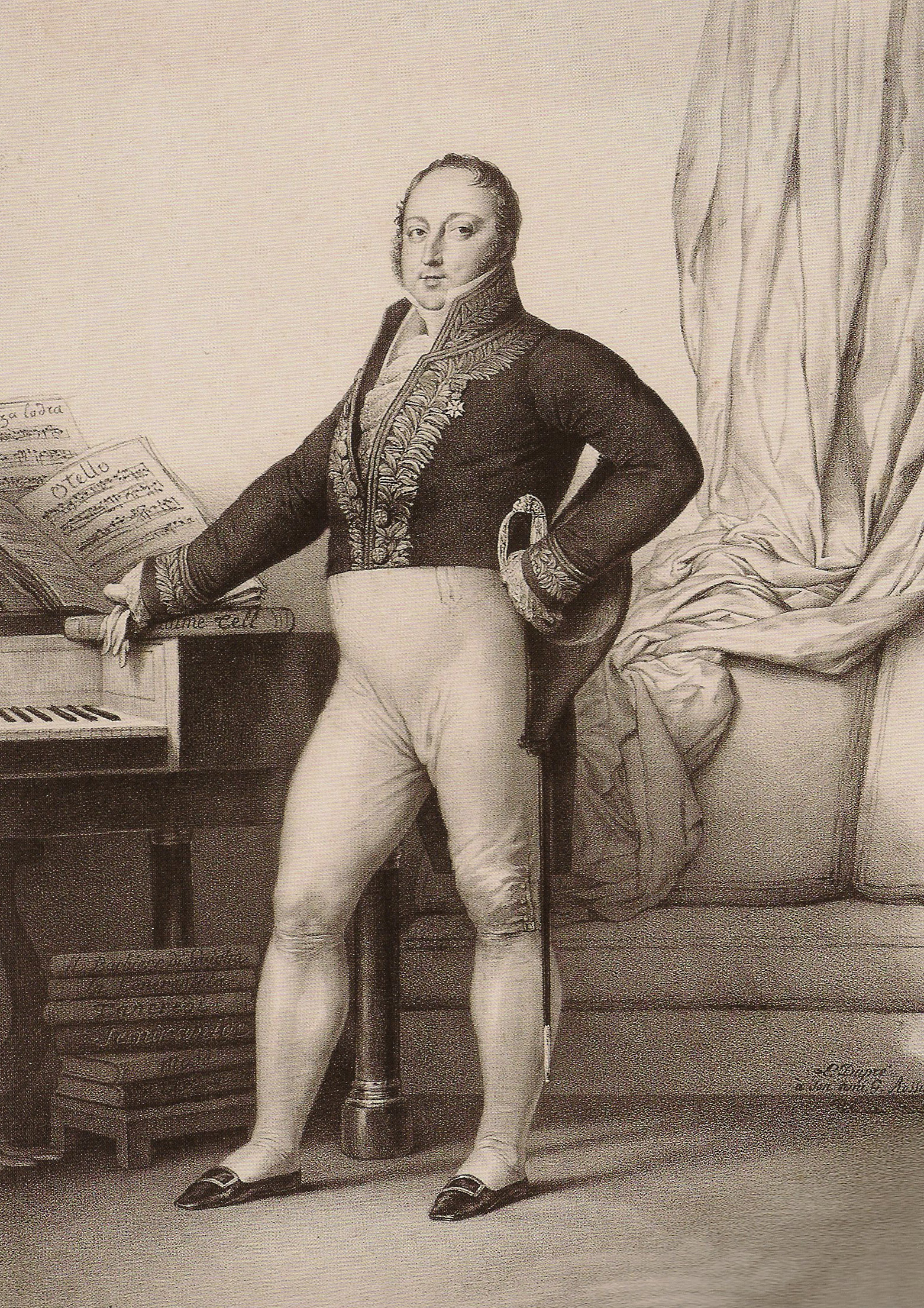
Россини в 1829 году

На обратном пути из Англии Россини остановился в Париже, намереваясь вскоре выехать на родину. Однако министр королевского двора предложил Россини музыкальное руководство Итальянским оперным театром на очень выгодных условиях. Для композитора это предложение было весьма заманчивым, и он ответил согласием.
Карьера Россини в Париже была головокружительной. Через два года он отошёл от руководства Итальянским театром и получил звание генерального инспектора пения и композитора его величества; в 1827 году ему присвоили почетную должность в королевской свите, затем он стал членом совета по управлению королевскими музыкальными школами и членом комитета театра Оперы. Не менее блистательны были успехи его опер.
Первое произведение, написанное Россини в Париже и поставленное в Итальянском театре, — «Путешествие в Реймс, или Гостиница «Золотая лилия»». Сочинялась эта опера по заказу, к коронации Карла X в Реймсе. Премьера состоялась 19 июня 1825 года в присутствии короля и его двора, но успеха у публики опера не имела. После первых спектаклей композитор забрал партитуру из театра.
Россини задумывает написать оперу для французской сцены. С этой целью он приступает к серьёзному изучению французского языка, его интонационного строя, просодии, изучает традиции французского музыкального театра, вкусы и запросы публики.
Чтобы не допустить нового поражения, Россини решил начать с переработки для французской сцены одной из партитур, созданных им в Италии. Выбор пал на «Магомета II», то есть на одну из героико-трагических и новаторских опер. Содержание оперы стало глубже. Опера расширилась с двух актов до трёх, композитор написал много новых сцен, многое из старой партитуры улучшил, а многое исключил. Обновился вокальный стиль оперы. Партии исполнителей приобрели большую пластичность, декламационную свободу. Россини показал себя выдающимся последователем Глюка. Под новым названием — «Осада Коринфа» — опера увидела свет 9 октября 1826 года на сцене первого французского оперного театра. Композитор одержал полную победу.

Окрыленный успехом, Россини приступил к переработке — снова для французской сцены — оперы «Моисей в Египте». Опера была принята с энтузиазмом. Пресса единодушно пела хвалу ей и Россини. Огромный успех «Осады Коринфа» и «Моисея» — следствие сложного, но плодотворного творческого взаимодействия лучших сторон россиниевского стиля и достижений французской оперной драматургии. Музыка Россини оказала сильнейшее влияние на выдвигавшихся в 1820-х годах молодых французских композиторов — Буальдьё, Герольда, Обера. Его творческого воздействия не избегнул и Мейербер. 

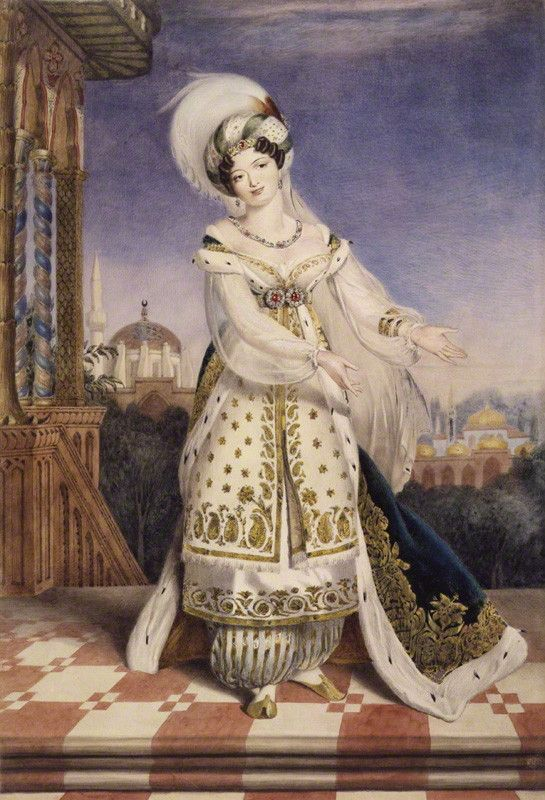
Певица Джузеппина Ронци в оратории «Пётр-отшельник» (1828), переделанной лондонцами из «Моисея в Египте»

Спрос на музыку Россини был в Париже так велик, что театр «Одеон» в 1826 году заказал либреттисту Эмилю Дешану пастиш из итальянских опер композитора под названием «Айвенго».
Убедившись в том, что он находится на верном пути, Россини принялся за новую партитуру. На либретто остроумного водевиля «Граф Ори» Скриба и Делатр-Пуарсона он создал комическую оперу, в которой использовал лучшие страницы музыки «Путешествия в Реймс». В этой опере Россини показал себя мастером в новом для него оперном жанре — жанре французской комической оперы. Премьера 20 августа 1828 года вызвала овации публики и восторженные рецензии прессы. Берлиоз спустя десятилетие писал:
„Граф Ори“, безусловно, одна из лучших партитур Россини. Может быть, нигде, за исключением „Цирюльника“, композитор не был так остроумен и весел. <…> Какое музыкальное богатство! Всюду роскошь удачных мелодий, новые рисунки аккомпанемента, изысканные гармонии, остроумные оркестровые эффекты, драматические ситуации, полные смысла и остроумия.

### «Вильгельм Телль»
Во второй половине 1820-х годов, то есть во время, когда Россини овладевал двумя основными жанрами французского музыкального театра — героической и комической операми, политическая обстановка во Франции накалялась. Надвигалась Июльская революция 1830 года. 

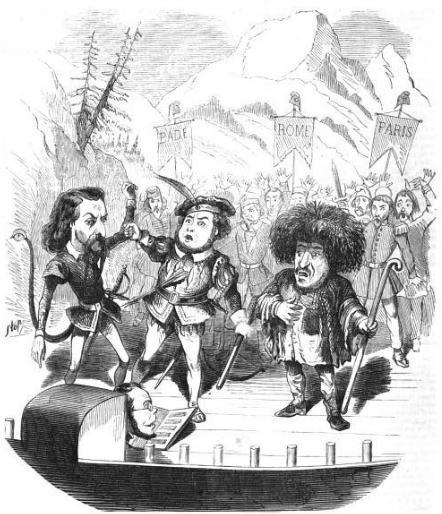
Карикатурное изображение швейцарской постановки «Вильгельма Телля» в 1849 году

Россини задумывает создание большой оперы, специально написанной для большой сцены, в которой не было бы никаких заимствований из сочинённого прежде. Ему предложили либретто по старинной швейцарской легенде об отважном и гордом стрелке Вильгельме Телле, не покорившемся австрийскому наместнику и возглавившем народное восстание против чужеземцев.
Россини в начале 1828 года принялся за большую четырёхактную оперу на либретто Жуи и Ипполита Би. Сочинение музыки к опере заняло около шести месяцев, да ещё несколько месяцев ушло на оркестровку. 3 августа 1829 года состоялась премьера. «Вильгельм Телль» — выдающийся итог всех предшествующих опытов композитора в жанре народно-героической оперы.
Драматическое открытие Россини — дифференцированная музыкальная обрисовка двух противоборствующих сил: народа и поработителей. Хоры швейцарских крестьян и рыбаков многообразны, полны гибкой, певучей мелодии, богаты ритмически. Хоры австрийских солдат-захватчиков интонационно бедны, однообразны, ритмически угловаты. После длительных исканий в предшествующих произведениях, в «Вильгельме Телле» Россини решил проблему создания индивидуально очерченных музыкальных характеристик действующих лиц серьёзной оперы.

Одна из замечательных особенностей партитуры — тонкая передача местного колорита. Россини воспользовался напевами швейцарских и тирольских пастухов и, объединяя их с мелодикой итальянских песен, создал поэтичную атмосферу альпийской природы. Все это было необычно и смело. Реформу итальянской оперы-сериа Россини начал ещё в «Танкреде» и через шестнадцать лет завершил её в «Вильгельме Телле». 
Оперу ждали с огромным нетерпением. Через четыре дня после премьеры «Вильгельма Телля» Карл X даровал его автору орден Почетного легиона, высшую награду Франции. Однако, основная масса аристократической публики, от которой зависел успех постановок, отнеслась к «Теллю» довольно холодно. Опера показалась утомительной и сложной. Представления «Вильгельма Телля» посещались не очень хорошо и дирекция театра начала давать оперу в искаженном виде, сокращая отдельные номера и даже акты. 
Мадзини и другие энтузиасты рисорджименто увидели в «Вильгельме Телле» призыв к восстанию против австрийцев и объединению Италии, хотя Россини был крайне далёк от политического радикализма. Музыка оперы отличается своей свободой от условностей, обнаруженных и используемых Россини в его ранних работах, и знаменует переходный этап в истории оперы, а увертюра стала моделью увертюры романтической оперы: это одна из самых часто исполняемых и записываемых увертюр вообще. 

### Жизнь на покое
После «Вильгельма Телля» автор почти сорока опер, всемирно прославленный Россини отказался от деятельности оперного композитора. Ему было всего 37 лет, когда он замолк. Возможно, одной из причин «отречения» Россини было стремительное развитие романтизма в музыкальном искусстве Франции и Германии. Это художественное направление было чуждо ясному и стройному мироощущению Россини, называвшего себя «последним из классиков». Тем не менее он опекал Винченцо Беллини, который занял вакантное место короля итальянской оперы, и помог ему обосноваться в Париже. 

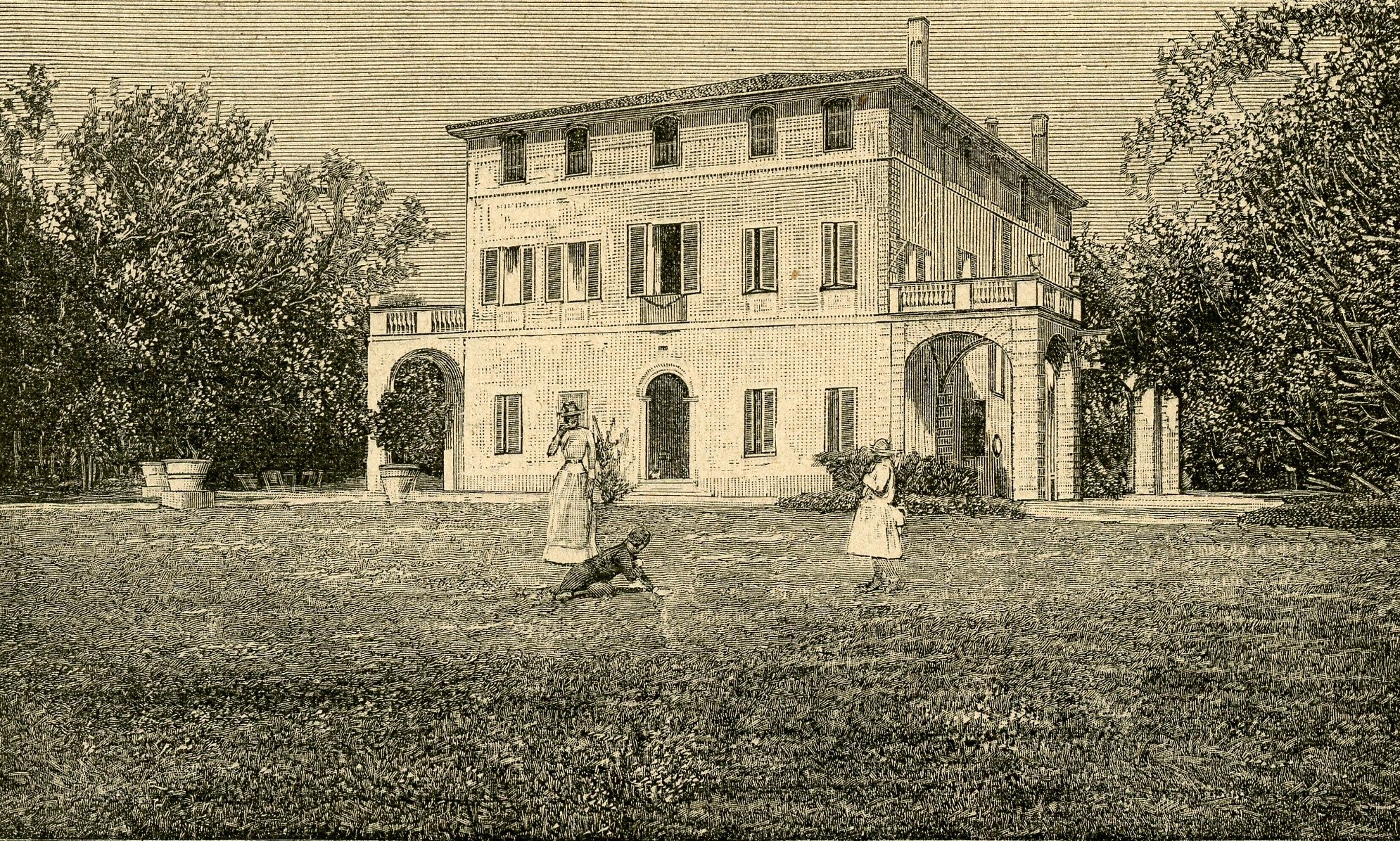
Вилла Россини в Кастеназо близ Болоньи, унаследованная Изабеллой Кольбран от отца

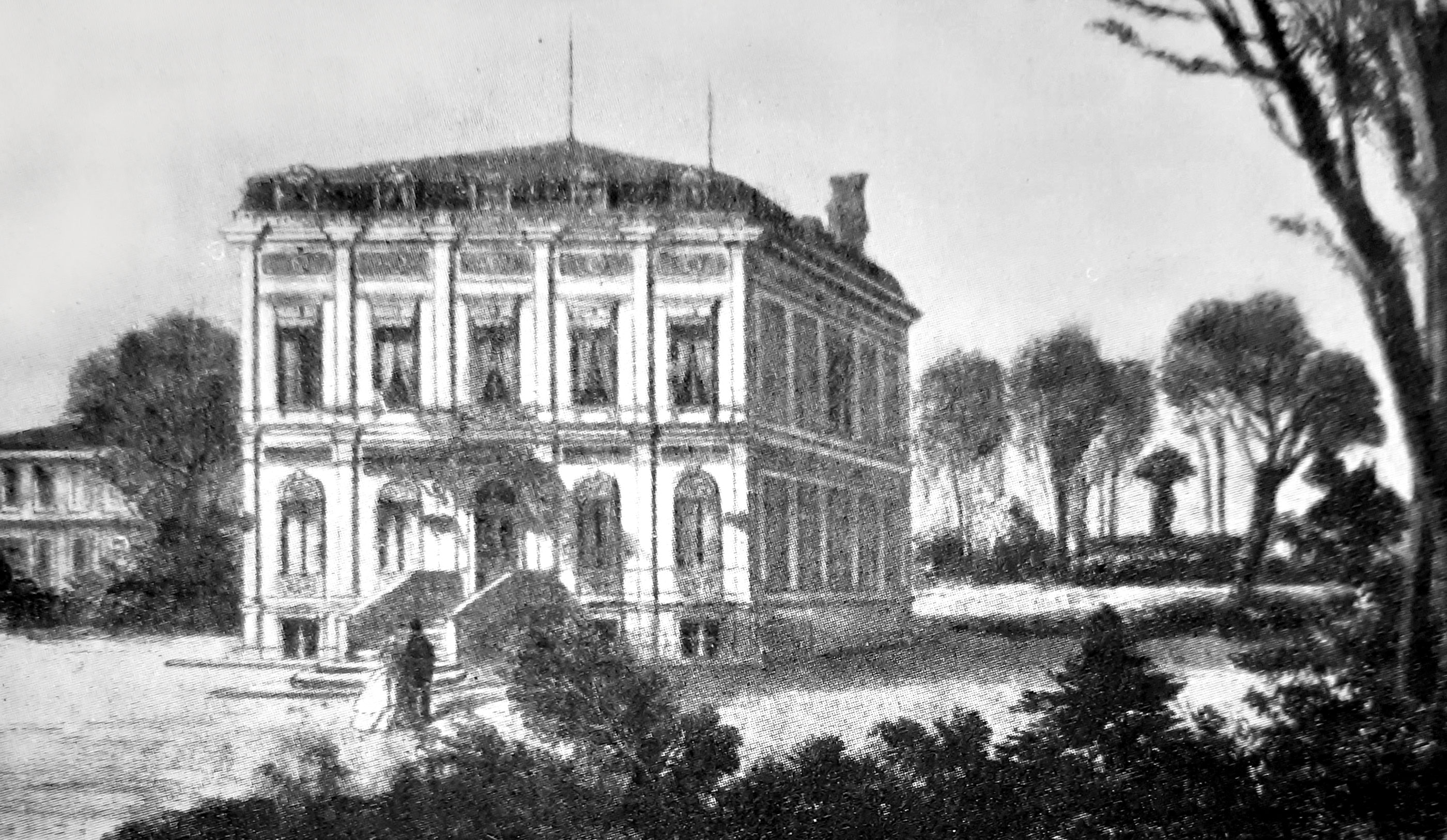
Особняк Россини в Пасси, где он жил после 1855 года и умер

Другой причиной могла стать субдепрессия, захлестнувшая композитора в связи с разрывом с супругой и хроническими урологическими проблемами (следствие гонореи). Когда они обострились в 1839 году, Россини — прежде гедонист и эпикуреец — стал всё чаще посещать церковь и склоняться к религиозному миросозерцанию. Особенно тяжёлой выдалась весна 1843 года, когда по требованию уролога Сивиаля композитор, страдая от нестерпимой боли, почти три месяца провёл в полумраке парижской лечебницы.
В 1836 году Россини почти на двадцать лет поселился в Италии, поначалу жил под Болоньей (в Кастеназо). С увлечением занялся педагогической работой, руководил Болонским музыкальным лицеем, воспитанником которого некогда был сам. Живо откликался на всё, что могло способствовать развитию музыкального образования, совершенствованию музыкальной культуры и творчества. Давал уроки таким молодым певцам, как Мариетта Альбони. После столкновений революционеров с австрийцами в Болонье в 1848 году в спешке уехал из «этой клоаки» во Флоренцию, где и прожил следующие семь лет.
Не порвав полностью с композиторской деятельностью, во второй половине жизни Россини обратился к сфере духовных жанров. Правда, от былой интенсивности не осталось и следа. Он создал два крупных вокально-симфонических произведения: «Stabat mater» (1842) и «Маленькую торжественную мессу» (1863). Музыка этих ораториальных произведений полна экспрессии и воплощает широкий мир общечеловеческих переживаний. Их музыкальный язык схож с тем, что господствует в зрелых операх Россини.
Премьера Stabat mater была организована Россини в Болонье, пели Клара Новелло и Николай Кузьмич Иванов. Педрони из издательского дома Ricordi предложил в качестве дирижёра пригласить композитора Доницетти. «Если бы Доницетти и правда приехал в Болонью — ей-богу, я был бы счастливейшим из смертных! В благодарность я отдал бы и жизнь, и всё, что у меня есть», — отвечал ему Россини, обещая принять Доницетти в Болонье «с честью и славой, подобающей жениху на свадьбе». Доницетти принял приглашение, и в благодарность Россини подарил ему алмазные запонки.
На полях партитуры «Торжественной мессы», которую Россини из скромности и шутливого лукавства назвал «маленькой», композитор написал: «„Маленькая торжественная месса для четырёх вокальных партий с аккомпанементом двух фортепиано и гармониума“. Сочинена для моего загородного дома в Пасси». Наряду с этими двумя упомянутыми вокально-симфоническими произведениями Россини написал множество прелестных фортепианных и вокальных миниатюр, большая часть которых объединена под общим названием «Грехи моей старости».
Во время лечения в Париже (1843) Россини посетил директор Парижской оперы с просьбой написать для этой сцены нечто новое. Россини отклонил предложение, но обратил внимание, что для парижской сцены подошла бы его практически неизвестная во Франции опера «Дева озера» (1819). Парижская опера наняла композитора Нидермейера и либреттиста Ваэза, которые после консультаций с Россини соединили музыку из упомянутого произведения с музыкальными номерами из «Зельмиры» и ещё шести менее известных опер Россини в пастиш под названием «Роберт Брюс», который не без успеха шёл в Париже начиная с 1846 года.
В 1846, через год после смерти Изабеллы Кольбран, Россини женился на Олимпии Пелисье, с которой он к тому времени жил уже 15 лет. Ко времени оформления брака она уже давно была не столько любовницей, сколько сиделкой.

### Последние годы в Париже

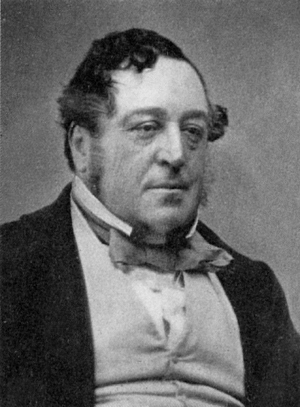
Россини в начале 1850-х

В 1855 году Россини вновь приехал в Париж. Там и на своей вилле в предместье города (в Пасси) он и провел последние тринадцать лет жизни. «С этого времени, — писал Мишо, — ни одна музыкальная знаменитость не пользовалась в Париже такой славой и почетом, как автор „Вильгельма Телля“ и „Цирюльника“». Получили известность и его приёмы. Самые прославленные артисты добивались чести выступать на них.
Временами Россини ещё дирижировал, но, в основном, наслаждался славой заслуженного музыканта-композитора и занимался кухней. Большой гурман, он любил вкусные блюда и умел их приготовить, без конца выдумывая всё новые рецепты. Некоторое время он был совладельцем Парижского оперного театра.

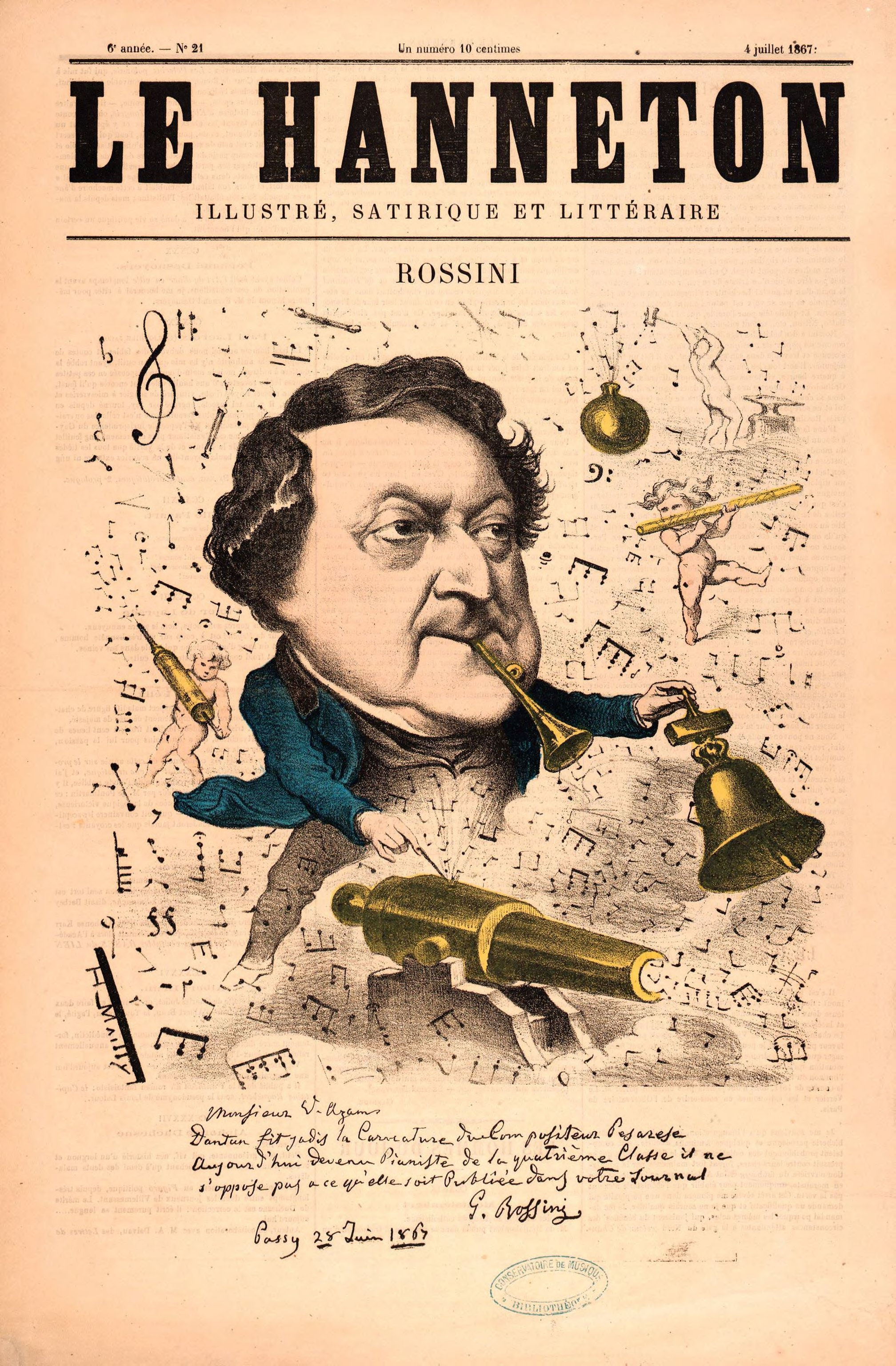
Карикатура на обложке Le Hanneton (4 июля 1867 года)

Перестав писать оперы, Россини, тем не менее, продолжал оставаться в центре внимания европейской музыкальной общественности. Весь Париж прислушивался к меткому критическому слову композитора, его личность, как магнит, притягивала музыкантов, поэтов, художников. С ним встречался Р. Вагнер, общением с Россини гордился К. Сен-Санс, Лист показывал итальянскому маэстро свои сочинения, восторженно отзывался о встрече с ним В. Стасов.
Джоаккино Россини умер 13 ноября 1868 года. На заупокойной мессе в новопостроенной церкви Троицы присутствовало около четырёх тысяч человек. Виктор Массе дирижировал исполнением Реквиема до минор Керубини. Произведения самого Россини исполнили великие певцы того времени — Тамбурини, Гризи, Марио, Альбони, Патти, Нильсон и Фор. После огромная траурная процессия направилась на кладбище Пер-Лашез. Впереди шли два батальона пехоты и оркестры двух легионов Национальной гвардии, исполнявшие траурный марш из «Сороки-воровки», молитву из «Моисея» и отрывки из духовных произведений великого композитора. Тело Россини было забальзамировано. В 1887 году его торжественно перевезли в Италию и погребли во флорентийской базилике Санта-Кроче рядом с могилами Микеланджело и Галилея.
В соглашении Россини с городом Парижем ставилось условие, что после смерти его и Олимпии город сможет выкупить назад собственность, выплатив их наследникам покупную стоимость земли плюс стоимость здания, которое будет возведено на ней; эта стоимость будет определена квалифицированным оценщиком. Всё своё состояние Россини завещал на благо культуры и искусства родного города Пезаро. До сих пор здесь регулярно проходят россиниевские оперные фестивали, среди участников которых можно встретить имена крупнейших современных музыкантов.
Столетие со дня рождения Россини (29 февраля 1892 года) было отмечено должным образом во Флоренции, но горожане, любившие его музыку, ощущали неловкость оттого, что на могиле Россини в Санта-Кроче все ещё не было подходящего памятника. На первом открытом конкурсе, состоявшемся в 1897 году, комиссия не сочла ни один проект приемлемым. На втором конкурсе, который состоялся в следующем году, новая комиссия одобрила проект Джузеппе Кассиоли. Получившийся в результате монумент был открыт 23 июня 1902 года. Поставленный на фоне северной стены Санта-Кроче, он содержит надпись: «Джоаккино Россини». У его основания три датированных картуша гласят: «Пезаро», «Флоренция», «Париж», таким образом отрицая справедливые притязания Болоньи на то, что она внесла свою значительную лепту в длительную славу Россини.

## Наследие

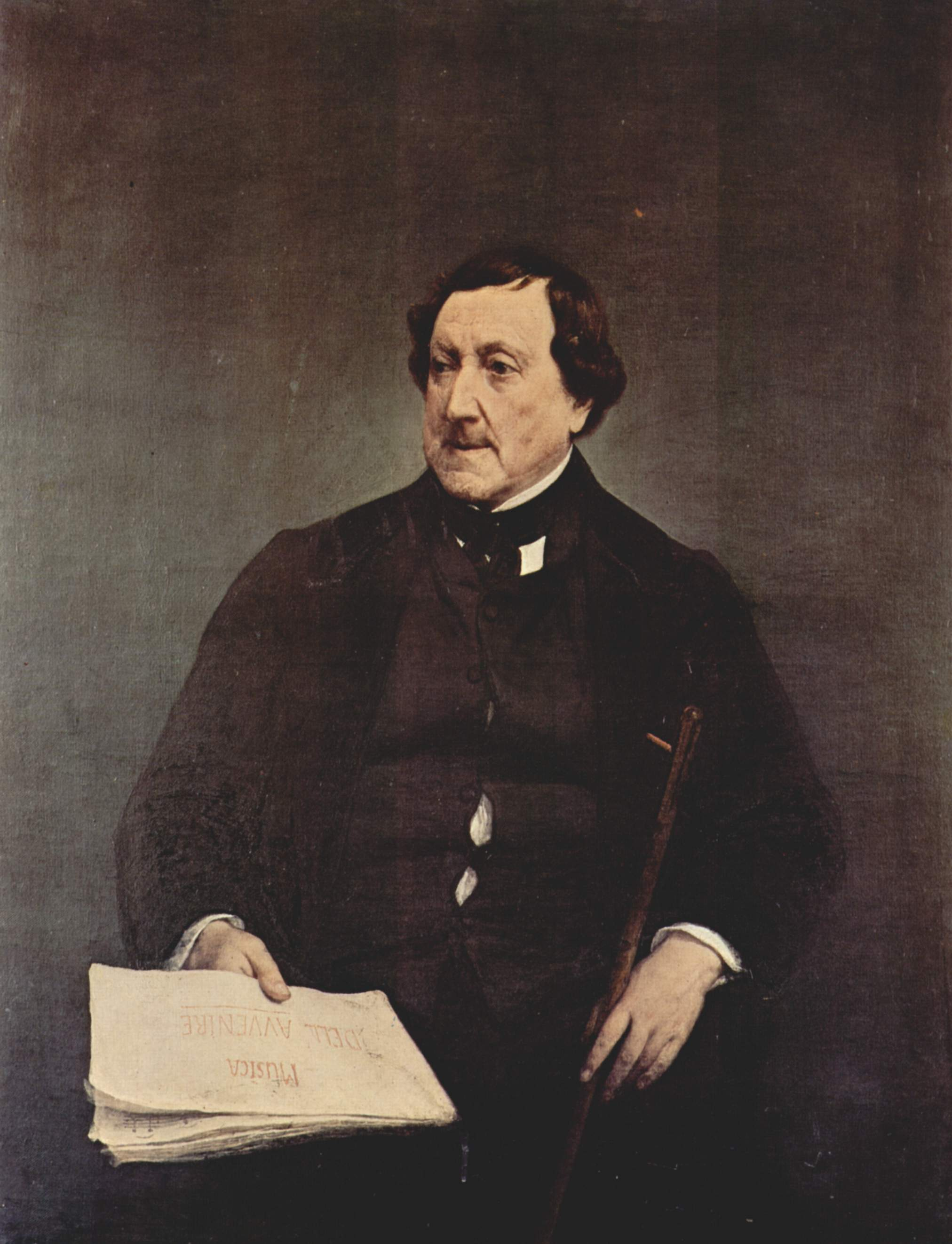
Посмертный портрет Россини (Ф. Айец, 1870 год)

Ориентируясь на сведения из монографии Герберта Вейнстока, недвижимость композитора была оценена после его смерти в 2,5 млн франков, что равно примерно 1,4 млн долларов США. За исключением некоторой части наследия, которую он оставил жене и родственникам, Россини завещал всё своё имущество своему родному городу Пезаро. Наследство было вложено в то, чтобы основать в городе музыкальную школу, которая была названа именем Россини. В 1940 году из её состава был выделен Фонд Россини, целью которого является сохранение памяти о личности Россини и его произведениях.
Предусмотренные завещанием премии Россини для молодых композиторов и либреттистов стали присуждаться в конце июня 1878 года (премия за текст была вручена 31 декабря 1878 года). Музыкальный конкурс должен был открыться 1 января 1879 года, каждый участник получал копию получившего премию текста, чтобы положить его на музыку. Премия представляла собой 3000 франков. Первыми победителями стали Поль Коллен за свою «Дочь Иаира» и виконтесса де Гранваль, положившая её на музыку. В жюри входили Амбруаз Тома, Наполеон Анри Ребе, Эрнест Рейе и Жюль Массне. Премия предназначалась исключительно для французских композиторов и либреттистов.
Выполняя желание Россини, Олимпия завещала организации, занимающейся вопросами благосостояния города Парижа, около 200 000 франков — сумму, которая увеличилась за счёт процентов в следующие пять лет и оказалась достаточной, чтобы построить Maison de Retraite Rossini — дом для инвалидов и престарелых оперных артистов. Его пример вдохновил Верди завещать своё состояние на создание аналогичного учреждения в Милане.

### Россини в кулинарии
Россини был гурманом и кулинаром, называя высокую кулинарию и прекрасную музыку «двумя деревами одного корня». Министры, послы и аристократы мечтали попасть на его роскошные приемы, где хлебосольный и остроумный хозяин предлагал изысканные блюда собственного сочинения. Винный погреб Россини был полон вин: от бутылок раритетной мадеры до белого вина из Йоганнисберга, которым его снабжал Меттерних, и от марсалы до портвейна из запасов короля Португалии, фанатичного поклонника композитора. Его друг барон Ротшильд как-то прислал маэстро потрясающий виноград из своей оранжереи. Россини ответил с иронией, что, мол, благодарен, но не испытывает особой нужды в «вине из пилюль». Ротшильд намёк понял и послал другу своего прославленного «Шато-Лафита».
Гастрономическая невоздержанность привела к тому, что ближе к концу жизни Россини страдал ожирением и болезнью желудка. Он лечился на французских и немецких курортах и был вынужден постоянно соблюдать строжайшую диету. Однако сохранившиеся письма с этих курортов полны подробных описаний обедов, ужинов и рецептов продегустированных им блюд и вин. Существует множество рецептов блюд, названных в честь прославленного композитора, например, турнедо Россини, коктейль Россини и др. Но что самое неожиданное — оперный гений отметился и в современной массовой кухне: в Пезаро, на его родине, подают весьма смелое новшество — пиццу «Россини» с яйцами и майонезом.

### Награды и память

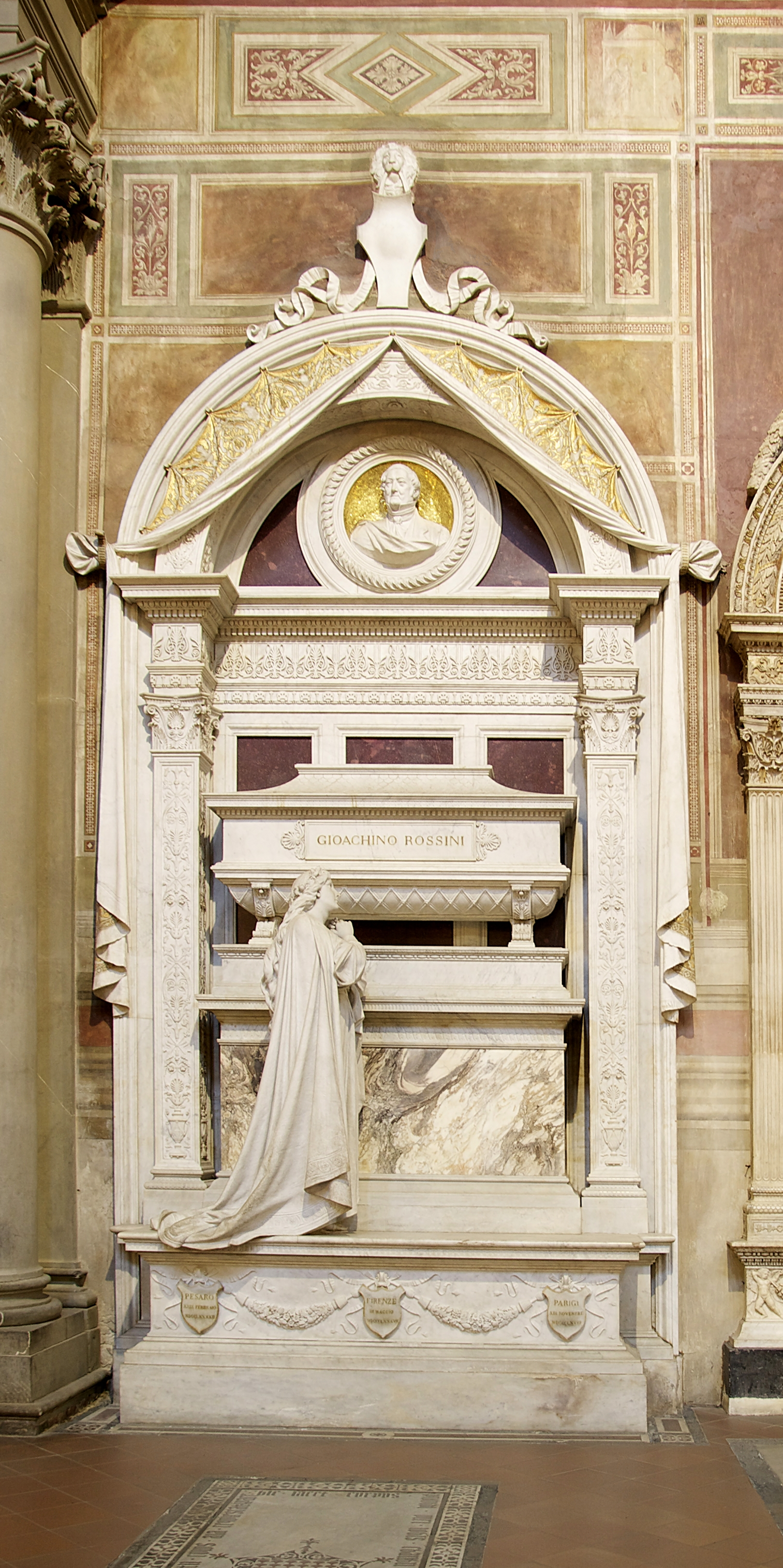
Место упокоения Россини в базилике Санта-Кроче

Мауро Джулиани написал шесть вариаций для гитары на темы Россини. Каждая вариация называется «Rossiniana», и все вместе они называются «Россинианы». Одной из особенностей этого сочинения является то, что хотя авторство этого сочинения и приписывают только Джулиани, но в работе над ним, кроме самого Джулиани, также участвовали Паганини и сам Россини. Да и работа над этим сочинением проходила на вилле Россини.
Сразу же после смерти Россини Джузеппе Верди предложил сотрудничество другим двенадцати итальянским композиторам с целью написать реквием по Россини. Месса по Россини была готова к первой годовщине смерти Россини, но так и не исполнена. Позже Верди решил написать собственный реквием по Россини; работа затянулась, и толчком к скорейшему её завершению, — к тому времени композитор уже написал несколько частей, — послужила смерть в 1873 году знаменитого писателя Мандзони. Об итоге его трудов см. Реквием (Верди).
Россини был гранд-офицером ордена Почетного легиона.

### Судьба оперного наследия
К середине XX века оперы Россини — за исключением трио «Цирюльника», «Золушки» и «Вильгельма Телля» — были вытеснены со сцен театров вердиевским, вагнеровским, веристским и модернистским репертуаром, но затем стали возвращаться. В течение последнего полувека оперы Россини ставятся на Западе достаточно часто для того, чтобы специализирующиеся на их исполнении вокалисты (М. Хорн, Р. Блейк, Дж. Дидонато, Х. Д. Флорес) обретали звёздный статус. 
Причины длительного забвения опер Россини многообразны. В неаполитанский период он созидал в расчёте на вокально-регистровую иерархию, весьма отличную от сегодняшней. В начале XIX века певцы-мужчины (по традиции, идущей от кастратов) пели в более высоком регистре, чем считалось допустимым на протяжении большей части XX века. Основными исполнителями мужских ролей в неаполитанских операх Россини были А. Нодзари — баритенор и Дж. Давид — контральтино высокого регистра. В оперных театрах на протяжении бо́льшей части XX века вообще не было певцов соответствующей специализации, отсюда отсутствие интереса к написанному под них оперному репертуару. Даже и колоратурные сопрано, без виртуозных трелей которых невозможно представить почти все оперы Россини, на протяжении ряда десятилетий были редкостью. 
Начиная с 1950-х годов пробудился интерес к менее известным оперным работам композитора. После блестящего исполнения забытой «Семирамиды» дуэтом Джоан Сазерленд и Мэрилин Хорн оперы «второго ряда» ставили регулярно ставиться там, где есть достаточно искусные вокалисты для исполнения усложнённых партий бельканто. По инициативе Фонда Россини с 1980 года на его родине ежегодно проводится Оперный фестиваль Россини. Ещё один фестиваль с 1989 года проходит на юге Германии и именуется «Россини в Вильдбаде». 
В первые годы своего существования профильным фестивалям пришлось решать проблему воскрешения россиниевских мужских голосов. Например, для постановки «Отелло» требуется не менее пяти теноров, причём три из них должны исполнять непростые колоратурные пассажи, тогда как количество колоратурных теноров в начале 1980-х было невелико. Партии, предназначавшиеся Россини для контральтино, первым за многие десятилетия стал исполнять в 1980-е годы перуанец Э. Паласио. «Графа Ори» вернул в репертуар уже в XXI веке его ученик Х. Д. Флорес. В начале XXI века М. Спайерз стал с успехом исполнять «умопомрачительные по сложности» и вследствие этого не исполнявшиеся партии, которые сочинялись под баритенора Нодзари. 
В Советском Союзе творчество Россини пропагандировала Зара Долуханова. Постсоветские театры из всего россиниевского репертуара делают ставку всё на то же трио опер, что и в середине XX века.

### Россини в историографии

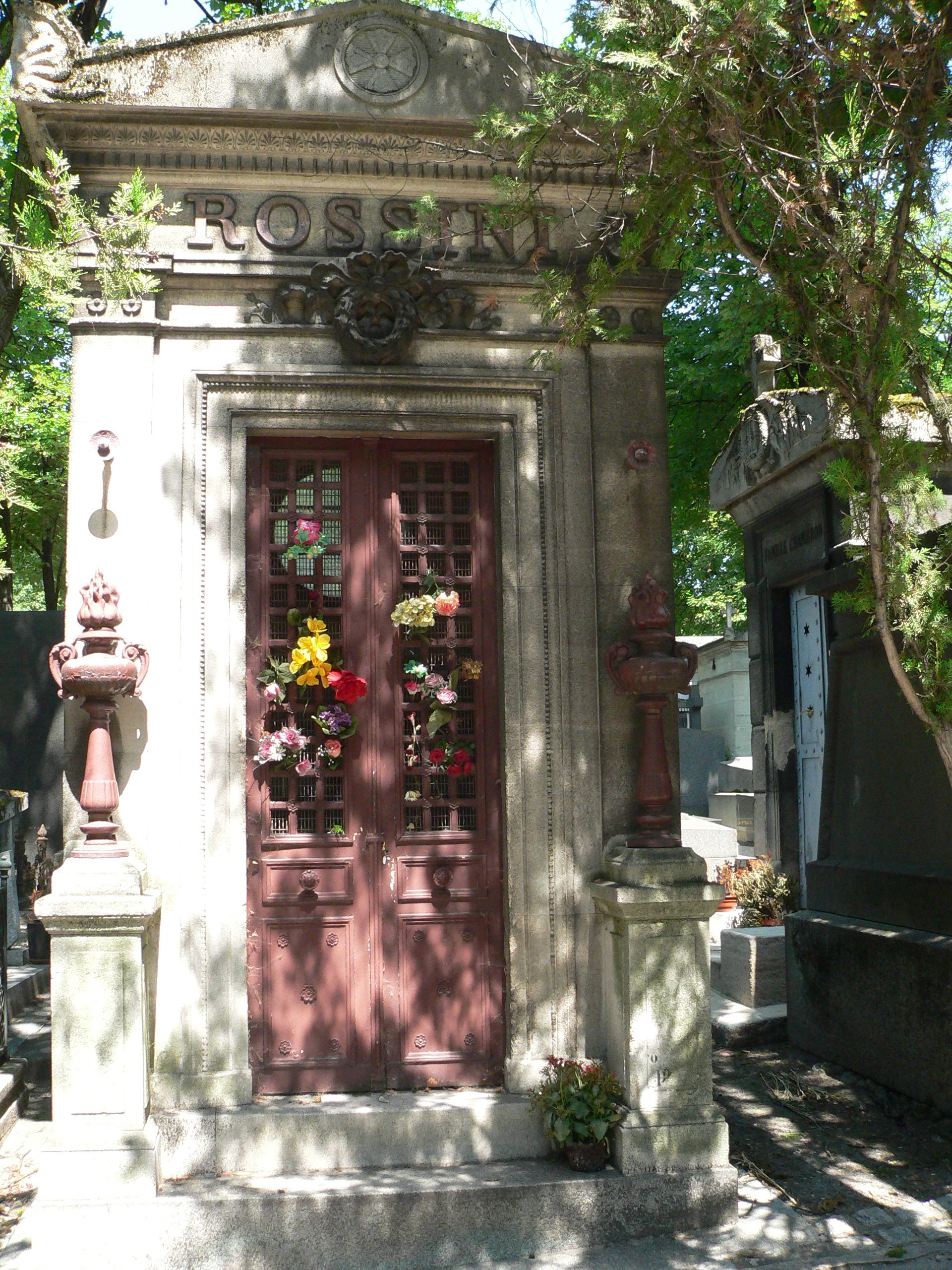
Пустая могила Россини на кладбище Пер-Лашез в Париже

Книги о жизни и музыке Россини появлялись в большом количестве на итальянском языке при его жизни и после смерти, множество книг выходило и на французском языке. Самая знаменитая из них и наиболее цитируемая — это «Жизнь Россини» Стендаля, опубликованная в 1824 году, когда её герою было всего лишь 32 года, и он не написал ещё ни своих опер на французские тексты, ни «Stabat mater», ни «Маленькой торжественной мессы».
В первой половине XX века появилась образцовая итальянская биография Россини, автором которой был Джузеппе Радичотти, его трёхтомный труд назывался «Gioacchino Rossini: Vita documentata, opere ed influenze su l’arte» (Тиволи, 1927—1929). Для многих последующих авторов, писавших о Россини, она стала опорным трудом.
В 1934 году в Лондоне была опубликована монография Фрэнсиса Тоя «Россини: Этюд в жанре трагикомедии». В то время, когда вышла книга, Россини за пределами Италии воспринимали как загадочного автора одной комической оперы и нескольких больших мелодичных увертюр.
Но оперная сцена стала меняться с 1934 года. После Второй мировой войны довердиевская итальянская опера начала XIX века вновь появляется на сцене, особенно произведения Россини, Доницетти и Беллини. Все чаще можно было услышать Россини. Взгляды на его творчество существенно изменились. Во второй половине XX века появилось много новых источников, связанных с жизнью и творчеством Россини.
В 1968 году Герберт Вейнсток (1905—1971), американский эксперт в области итальянской оперы начала XIX века, издал монографию «Джоаккино Россини. Принц музыки». Этот труд, пожалуй, впервые представляет Россини как плодовитого и оригинального композитора, оказавшего влияние на многих других композиторов, особенно на Доницетти, Беллини и Верди.
В российской историографии исследования, посвященные Россини и его творчеству, издавались с 30-х годов XX века. В 1930 году вышла статья М. В. Иванова-Борецкого «Джоаккино Россини» (журнал «Пролетарский музыкант», № 7). В 1960-е годы творчество Россини было частично освещено в трудах А. А. Хохловкиной «Западноевропейская опера. Конец XVIII — первая половина XIX века» (М.,1962) и М. Черкашиной «Историческая опера эпохи романтизма» (1968).
Самым  значительным российским исследованием о Россини принято считать монографию Елены Бронфин 1973 года. Письма, отзывы прессы, воспоминания современников, вошедшие в монографию, воссоздают правдивый облик одного из крупнейших мастеров итальянского оперного искусства, дают представление о среде, в которой протекала его жизнь и творчество. В 1990 году увидела свет книга О. В. Клюйковой «Маленькая повесть о большом композиторе, или Джоаккино Россини».
Из русскоязычных исследований, вышедших в XXI веке, на данный момент можно назвать диссертацию А. Е. Хоффманн «Феномен бельканто первой половины XIX века: композиторское творчество, исполнительское искусство и вокальная педагогика» (М., 2008). В этой работе рассматривается вокальный стиль в операх Россини, Беллини и Доницетти.

## Сочинения

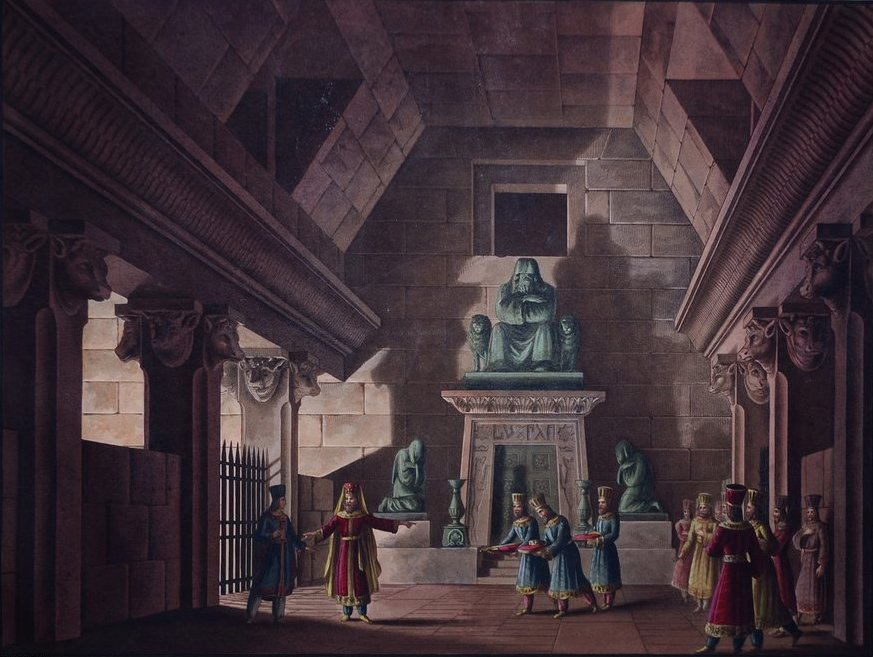
Эскиз декораций А. Санкуирико для постановки «Семирамиды» в театре Ла Скала (1824)

### Оперы
- Деметрий и Полибий (Demetrio e Polibio) — 1810 (1806?), пост. 1812, т-р «Валле», Рим
- Вексель на брак (La cambiale di matrimonio) — 1810, т-р «Сан-Моизе», Венеция
- Экстравагантное недоразумение (L’equivoco stravagante) — 1811, «Театро дель Корсо», Болонья
- Счастливый обман (L’inganno felice) — 1812, т-р «Сан-Моизе», Венеция
- Кир в Вавилоне (Ciro in Babilonia) — 1812, т-р «Муниципале», Феррара
- Шёлковая лестница (La scala di seta) — 1812, т-р «Сан-Моизе», Венеция
- Пробный камень (La pietra del parugone) — 1812, т-р «Ла Скала», Милан
- Случай делает вором, или Перепутанные чемоданы (L’occasione fa il ladro, ossia Il cambio della valigia) — 1812, т-р «Сан-Моизе», Венеция
- Синьор Брускино, или Случайный сын (Il signor Bruschino, ossia Il figlio per azzardo) — 1813, там же
- Танкред (Tancredi) — 1813, т-р «Ла Фениче», Венеция
- Итальянка в Алжире (L’italiana in Algeri) — 1813, т-р «Сан-Бенедетто», Венеция
- Аврелиан в Пальмире (Aureliano in Palmira) — 1813, т-р «Ла Скала», Милан
- Турок в Италии (Il turco in Italia) — 1814, там же
- Сигизмунд (Sigismondo) — 1814, т-р «Ла Фениче», Венеция
- Елизавета, королева Англии (Elisabetta, regina d’Inghilterra) — 1815, т-р «Сан-Карло», Неаполь
- Торвальдо и Дорлиска (Torvaldo e Dorliska) — 1815, т-р «Валле», Рим
- Альмавива, или Тщетная предосторожность (Almaviva, ossia L’inutile precauzione), известна под назв. «Севильский цирюльник» (Il barbiere di Siviglia) — 1816, т-р «Арджентина», Рим
- Газета, или Брак по конкурсу (La gazzetta, ossia Il matrimonio per concorso) — 1816, т-р «Фьорентини», Неаполь
- Отелло, или Венецианский мавр (Otello, ossia Il Моrо di Venezia) — 1816, т-р «Дель Фондо», Неаполь Костюмы А. Э. Фрагонара для «Девы озера» (1824)

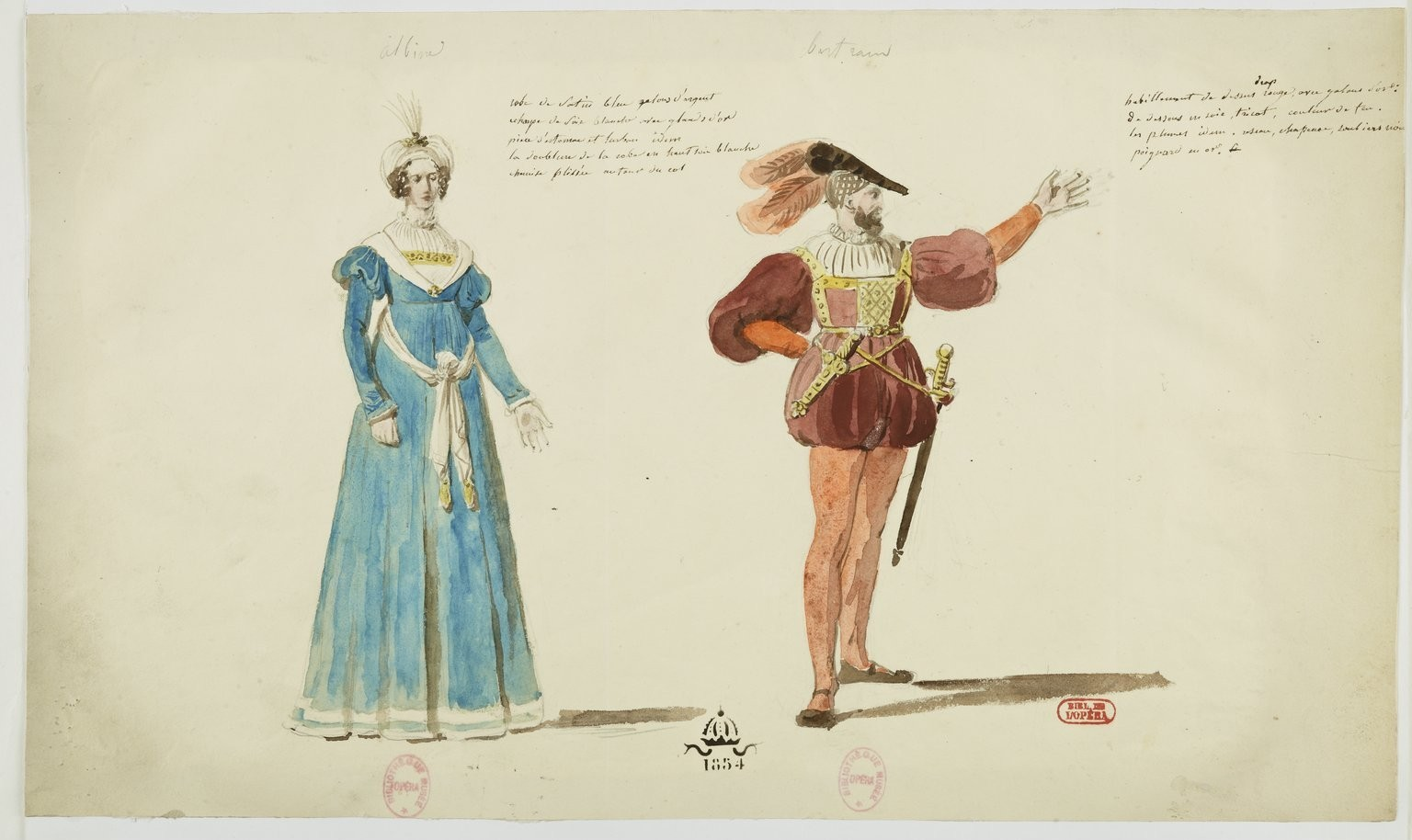
Костюмы А. Э. Фрагонара для «Девы озера» (1824)

- Золушка, или Торжество добродетели (Cenerentola, ossia La bontа in trionfo) — 1817, т-р «Валле», Рим
- Сорока-воровка (La gazza ladra) — 1817, т-р «Ла Скала», Милан
- Армида (Armida) — 1817, т-р «Сан-Карло», Неаполь
- Аделаида Бургундская (Adelaide di Borgogna) — 1817, т-р «Арджентина», Рим
- Моисей в Египте (Mosè in Egitto) — 1818, т-р «Сан-Карло», Неаполь; франц. ред. — под назв. «Моисей и фараон, или Переход через Красное море» (Moïse et Pharaon, ou Le passage de la mer rouge) — 1827, «Корол. академия музыки и танца», Париж
- Адина, или Калиф Багдадский (Adina, ossia Il califfo di Bagdad) — 1818, пост. 1826, т-р «Сан-Карло», Лиссабон
- Риччардо и Зораида (Ricciardo e Zoraide) — 1818, т-р «Сан-Карло», Неаполь
- Гермиона / Эрмиона (Ermione) — 1819, там же
- Эдуардо и Кристина (Eduardo e Cristina) — 1819, т-р «Сан-Бенедетто», Венеция
- Дева озера (La Donna del lago) — 1819, т-р «Сан-Карло», Неаполь
- Бьянка и Фальеро, или Совет трёх (Bianca е Faliero, ossia II consiglio dei tre) — 1819, т-р «Ла Скала», Милан
- Магомет II (Maometto II) — 1820, т-р «Сан-Карло», Неаполь; франц. ред. — под назв. «Осада Коринфа» (Le siège de Corinthe) — 1826, «Корол. академия музыки и танца», Париж
- Матильда ди Шабран, или Красота и железное сердце (Matilde di Shabran, ossia Bellezza e cuor di ferro) — 1821, т-р «Аполло», Рим
- Зельмира (Zelmira) — 1822, т-р «Сан-Карло», Неаполь
- Семирамида (Semiramide) — 1823, т-р «Ла Фениче», Венеция
- Путешествие в Реймс, или Гостиница «Золотая лилия» (Il viaggio a Reims, ossia L’albergo del giglio d’oro) — 1825, «Театр Итальен», Париж
- Граф Ори (Le comte Ory) — 1828, «Корол. академия музыки и танца», Париж
- Вильгельм Телль (Guillaume Tell) — 1829, там же

### Хоровые, вокальные и инструментальные произведения
- Псалмы трёхголосные (1808)
- Месса (1808?)
- Laudamus
- Qui tollis
- Торжественная месса (1819)
- Ave Maria, для 4 голосов
- Quoniam (1832), для баса в сопровождении оркестра
- Мелодия реквиема, для контральто и фп.
- Canlemus Domino, для 8 голосов.
- О salutaris hostia (1857), для 4 голосов
- Tantum ergo, для 2 теноров и баса
- Stabat mater, для 4 голосов, хора и оркестра (2-я ред. 1841)
- Три хора: Вера, Надежда, Милосердие, для 3 женских голосов и фп. (1844)
- Маленькая торжественная месса, для 4 голосов, хора, фисгармонии и фп. (1863)

29 сочинений
- 6 сонат для 2 скрипок, виолончели и контрабаса (1804)
- 5 квартетов для 2 скрипок, альта и виолончели (1806—1808)
- 6 квартетов для духовых инструментов (1808—1809)
- Музыкальные вечера. 8 ариетт и 4 дуэта в сопровождении фп. (1835)
- Грехи старости (Péchés de vieillesse). 14 тетрадей вокальных и инструментальных ансамблей, фортепианных пьес (237 пьес; 1857—1868):

1. Итальянский альбом
2. Французский альбом
3. Сдержанные пьесы
4. Четыре закуски и четыре десерта (Quatre hors d’oeuvres et quatre mendiants)
5. Альбом для подростков
6. Альбом для смышленых детей
7. Альбом для хижины
8. Альбом для дворца
9. Альбом для фортепиано, скрипки, виолончели, фисгармонии и хора
10. Разная фортепианная музыка
11. Разная вокальная музыка
12. Несколько безделушек в альбом
13. Болеутоляющая музыка (Musique anodine)
14. Прочие грехи старости

- 6 песен / арий на текст Метастазио «Mi lagnerò tacendo» (для голоса и фортепиано; разные годы[22])